# 和田洋一 (三才ブックス)
和田 洋一（わだ よういち、1936年1月18日 - 1999年8月10日）は、三才ブックス創業者。中央大学卒業。
自由国民社の編集者（経理という説もある）を経て1980年に独立、三才ブックスを創業し社長に就任。同年6月に『ラジオライフ』を創刊。
1999年に急逝し、妻の淳子が社長職を継いだ。63歳没。